# ルドウィヒ石
ルドウィヒ石(Ludwigite)は、マグネシウム-鉄ホウ酸塩鉱物で、化学式はMg2FeBO5である。通常、マグネシウム-鉄のスカルンやその他の高温での接触変成鉱床等で生じる。共生鉱物としては、磁鉄鉱、苦土橄欖石、単斜ヒューム石や、ホウ酸塩鉱物であるフォンセン石、ザイベリー石等がある。鉄(II)-鉄(III)ホウ酸塩鉱物であるフォンセン石とは、固溶液を形成する。
1874年にルーマニアのカラシュ＝セヴェリン県にあるバナト山脈のオクナ・デ・フィエルで発見されたものが初めて記載された。オーストリアの化学者でウィーン大学教授のエルンスト・ルドヴィヒの名前に因んで命名された。

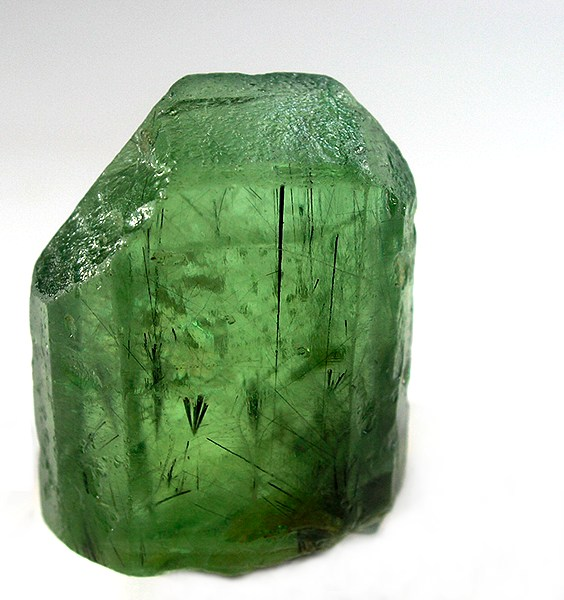
ペリドット結晶にインクルージョンとして含まれるルドヴィヒ石の針状及びスプレー状結晶（パキスタンSapat Gali産出、大きさ：2.8×2×1.1 cm）